# يوشييوكي كاتو
يوشييُوكي كاتو (باليابانية: 加藤 善之) (27 يوليو 1964 في طوكيو في اليابان – )؛ هو لاعب كرة قدم ياباني سابق كان يلعب كلاعب وسط.

## وصلات خارجية
- يوشييوكي كاتو على موقع رابطة كرة القدم اليابانية للمحترفين (اليابانية)
- يوشييوكي كاتو على موقع عالم كرة القدم.نت (الإنجليزية)